# A Flair for the Dramatic
A Flair for the Dramatic è l'album di debutto del gruppo musicale statunitense Pierce the Veil. È stato pubblicato il 26 giugno 2007 sotto l'etichetta Equal Vision prodotto da Vic Fuentes e Casey Bates.
L'album fu registrato completamente dai fratelli Fuentes.

## Tracce
1. Chemical Kids and Mechanical Brides – 3:41
2. Currents Convulsive – 3:36
3. Yeah Boy and Doll Face – 4:24
4. I'd Rather Die Than Be Famous – 2:54
5. The Cheap Bouquet – 3:49
6. Falling Asleep on a Stranger – 3:44
7. She Sings in the Morning – 2:59
8. The Balcony Scene – 3:19
9. Drella – 2:57
10. Diamonds and Why Men Buy Them – 3:31
11. Wonderless – 5:41

Tracce bonus (iTunes)
1. Hold on Till May (feat. Lindsey Stamey) – 4:39

## Formazione
Pierce the Veil
- Vic Fuentes – voce principale, chitarre, basso, tastiere, sintetizzatori, programmatore, piano
- Mike Fuentes – batterie, percussioni, voce secondaria

Altri musicisti
- Dave Yaden – tastiere aggiuntive

Produzione
- Vic Fuentes – produzione, missaggio
- Casey Bates – produzione, missaggio, ingegneria del suono
- Nick Johnson – ingegneria del suono
- Kevin Knight – fotografie
- Jerad Knudson – fotografie
- Vic Fuentes – direzione artistica
- Don Clark – design